# الجبل (كوكبة)
برج الجبل (بالإنجليزية: The Table Mountain)‏؛ وتدعى باللاتينية: Mensa. وهو من أبراج النصف الجنوبي للكرة الأرضية. ويعتبر شهر كانون الثاني أفضل الأوقات لرؤيته.
من التجمعات النجمية في برج الجبل: NGC 1711. انشأت الكوكبة من قبل العالم نيكولا لويس دي من النجوم الخافتة في نصف الكرة الجنوبي وسماها بأسم جبل تيبل أو جبل الطاولة، وهو جبل مسطح القمة يشكل علامة بارزة تطل على مدينة كيب تاون في جنوب أفريقيا. كوكبة الجبل لا تحتوي على نجوم ساطعة، اسطع نجم هو الفا الجبل Alpha Mensae قدرة الظاهري 5.09.

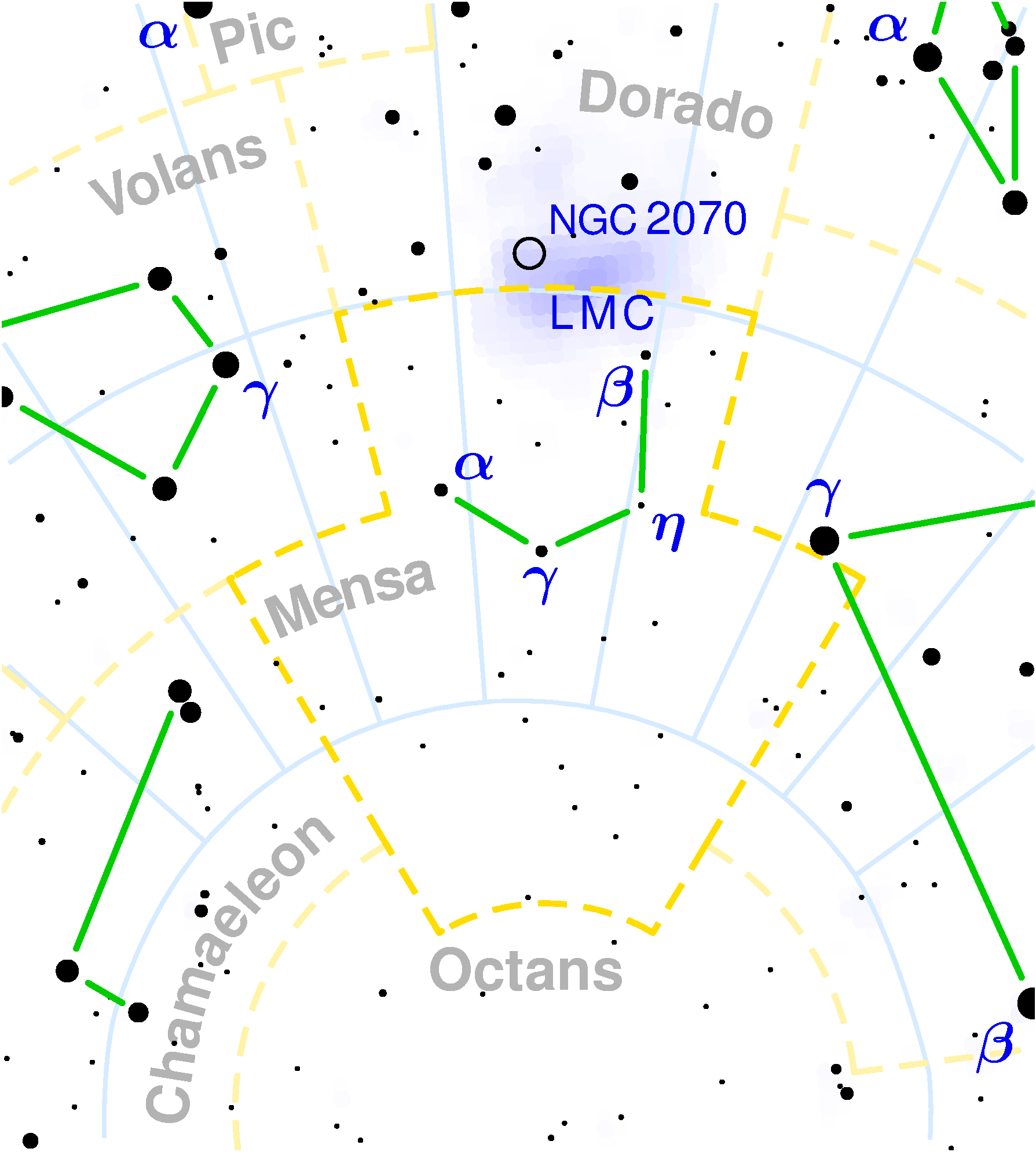
موقع سحابة ماجلان الكبرى LMC في كوكبة الجبل.

## وصلات خارجية
- The Deep Photographic Guide to the Constellations: Mensa
- Star Tales – Mensa
- موقع الكون في الإنترنت